# Słupowo
Słupowo – osada w Polsce położona w województwie kujawsko-pomorskim, w powiecie bydgoskim, w gminie Sicienko. Miejscowość wchodzi w skład sołectwa Murucin.
W latach 1975–1998 miejscowość administracyjnie należała do województwa bydgoskiego.

## Zabytki
Według rejestru zabytków NID na listę zabytków wpisany jest zespół pałacowy z 2 poł. XIX w., nr rej.: 130/A z 15.12.1984: pałac z 4 ćw. XIX w. i park.
3 listopada 2019 wieczorem w opuszczonym od ok. 10 lat pałacu wybuchł pożar.